# William Cecil, 3. Marquess of Exeter

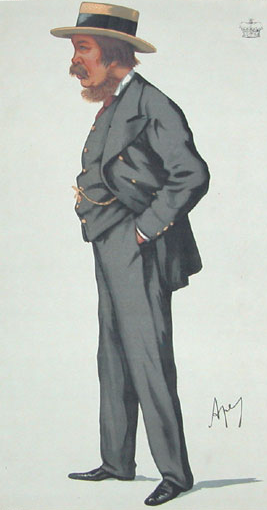
William Cecil, 3. Marquess of Exeter, Karikatur in der Vanity Fair, 1881

William Alleyne Cecil, 3. Marquess of Exeter PC (* 30. April 1825; † 14. Juli 1895) war ein britischer Peer und Politiker der Conservative Party.

## Herkunft
Er war der ältere Sohn von Brownlow Cecil, 2. Marquess of Exeter, und seiner Frau Isabella Poyntz, Tochter des Unterhausabgeordneten William Stephen Poyntz. Als Heir apparent seines Vaters führte er den Höflichkeitstitel Lord Burghley. Er studierte am St. John’s College der Universität Cambridge, wo er auch Präsident des University Pitt Club war.

## Cricket
Zwischen 1847 und 1851 spielte er First-Class Cricket für die Marylebone Cricket Club und die Universität Cambridge.

## Politik
Er war zwischen 1847 und 1857 Abgeordneter für den Wahlkreis South Lincolnshire im House of Commons und danach bis 1867 für den Wahlkreis North Northamptonshire. In der Regierung von Edward Smith-Stanley, 14. Earl of Derby war er von 1866 Treasurer of the Household, bis 1867 sein Vater starb. Damit erbte er dessen Adelstitel als Marquess of Exeter und erhielt einen Sitz im House of Lords. Von März 1867 bis Dezember 1868 war er Captain of the Honourable Corps of Gentlemen-at-Arms. Die letzten neun Monate waren bereits in der Regierung von Benjamin Disraeli. 1866 wurde er Mitglied des Privy Council.

## Familie
Er heiratete am 17. Oktober 1848 Georgina Sophia Pakenham (1828–1909), Tochter von Thomas Pakenham, 2. Earl of Longford. Sie hatten neun Kinder:
- Brownlow Cecil, 4. Marquess of Exeter (1849–1898);
- Lord Francis Horace Pierrepont Cecil (1851–1889), ⚭ Edith Brookes, Tochter Sir William Cunliffe Brooks, 1. Baronet;
- Lord William Cecil (1854–1943), ⚭ (1) Mary Tyssen-Amherst, 2. Baroness Amherst of Hackney, ⚭ (2) Violet Freer;
- Lady Catherine Sarah Cecil (1861–1918), ⚭ Henry Vane, 9. Baron Barnard;
- Lord John Pakenham Joicey-Cecil (1867–1942), Colonel der British Army;
- Lady Isabella Georgiana Katherine Cecil († 1903), ⚭ William Battie-Wrightson;
- Lady Mary Louisa Wellesley Cecil († 1930), ⚭ James Hozier, 2. Baron Newlands,
- Lady Louisa Alexandrina Cecil († 1950);
- Lady Frances Emily Cecil († 1951).

Sein ältester Sohn Brownlow, erbte 1895 seine Adelstitel und wurde später ebenfalls Minister.